# Fairlee (Vermont)
Fairlee – miasto w Stanach Zjednoczonych, w stanie Vermont, w hrabstwie Orange.